# Бунаківська сільська рада
Буна́ківська сільська́ ра́да — адміністративно-територіальна одиниця та орган місцевого самоврядування в Лозівському районі Харківської області. Адміністративний центр — село Бунакове.

## Загальні відомості
Бунаківська сільська рада утворена в 1920 році.
- Територія ради: 67,742 км²
- Населення ради: 775 осіб (станом на 2001 рік)
- Територією ради протікає річка Берека.

## Населені пункти
Сільській раді були підпорядковані населені пункти:
- с. Бунакове
- с. Горохівка
- с. Святушине

## Склад ради
Рада складалася з 12 депутатів та голови.
- Голова ради: Любченко Ірина Іванівна
- Секретар ради: Таран Ольга Петрівна

### Керівний склад попередніх скликань
| Прізвище, ім'я, по батькові  | Основні відомості                                                                       | Дата обрання | Дата звільнення |
| ---------------------------- | --------------------------------------------------------------------------------------- | ------------ | --------------- |
| Пшенична Катерина Гаврилівна | Сільський голова, 1957 року народження, освіта середня спеціальна, член Народної партії | 26.03.2006   | 31.10.2010      |
| Пшенична Катерина Гаврилівна | Сільський голова, 1957 року народження, освіта середня спеціальна, позапартійна         | 31.10.2010   |                 |

Примітка: таблиця складена за даними сайту Верховної Ради України

### Депутати
За результатами місцевих виборів 2010 року депутатами ради стали:

#### За суб'єктами висування
| Суб'єкт висування            | Кількість обраних депутатів | %    |
| ---------------------------- | --------------------------- | ---- |
| Партія регіонів              | 9                           | 75   |
| Самовисування                | 2                           | 16,7 |
| Соціалістична партія України | 1                           | 8,3  |

#### За округами
| № округу                     | Прізвище, ім'я, по батькові     | Дата визнання обраним | Освіта             | Партійна приналежність | Відомості про обраного депутата               |
| ---------------------------- | ------------------------------- | --------------------- | ------------------ | ---------------------- | --------------------------------------------- |
| Партія регіонів              |                                 |                       |                    |                        |                                               |
| 1                            | Губарєва Наталія Миколаївна     | 04.11.2010            | середня спеціальна | позапартійна           | Бунаківська АСЛ, сімейна медсестра            |
| 2                            | Журавльова Світлана Анатоліївна | 04.11.2010            | середня            | позапартійна           | Бунаківська АСЛ, молодша медсестра            |
| 3                            | Волошин Іван Михайлович         | 04.11.2010            | середня            | позапартійний          | ФОП Кікіньов В. В., водій                     |
| 4                            | Закревська Тамара Федорівна     | 04.11.2010            | середня            | позапартійна           | тимчасово не працює                           |
| 5                            | Заблуда Галина Миколаївна       | 04.11.2010            | середня спеціальна | позапартійна           | пенсіонер                                     |
| 6                            | Дубинська Наталія Вікторівна    | 04.11.2010            | середня спеціальна | позапартійна           | Бунаківська сільська рада, спеціаліст         |
| 7                            | Тимчій Ганна Олексіївна         | 04.11.2010            | вища               | позапартійна           | Бунаківський НВК, вихователь                  |
| 8                            | Коваленко Олена Миколаївна      | 04.11.2010            | середня спеціальна | позапартійна           | Бунаківська сільська рада, секретар ради      |
| 9                            | Хандога Олена Олександрівна     | 04.11.2010            | середня спеціальна | позапартійна           | Бунаківська сільська рада, головний бухгалтер |
| Соціалістична партія України |                                 |                       |                    |                        |                                               |
| 11                           | Морозов Сергій Анатолійович     | 04.11.2010            | середня            | позапартійний          | Бунаківський НВК, електрик                    |
| Самовисування                |                                 |                       |                    |                        |                                               |
| 10                           | Скарга Іван Федорович           | 04.11.2010            | вища               | позапартійний          | пенсіонер                                     |
| 12                           | Чесніков Віталій Васильович     | 04.11.2010            | середня            | позапартійний          | тимчасово не працює                           |